# 鄒仁鴻
鄒仁鴻（？—），臺灣人，基督教浸信會恩惠堂主任牧師，畢業於台灣浸信會神學院，1986年起牧會，1987年按立為牧師。專長於聖經及以品格為主題的講道，曾獲邀至中國大陸、菲律賓、日本、香港與韓國的友會分享。2002年至2003年間擔任中華基督教浸信會聯會國內傳道部部長，2004年起擔任浸聯會主席。